# Kuchenreuth
Kuchenreuth ist ein Gemeindeteil der Stadt Kemnath im oberpfälzischen Landkreis Tirschenreuth. Bis 1945 gehörte es zur Gemeinde Fortschau.

## Geschichte
Der genaue Gründungszeitpunkt Kuchenreuths liegt im Dunkel der Geschichte. Ausgrabungen auf dem Schrollenbühl belegen aber, dass dort bereits in der Zeit um 5000 v. Chr. Jäger und Sammler unterwegs waren. Zeugnisse dieser Zeit können im Heimatmuseum in der Alten Fronveste in Kemnath besichtigt werden.
Die beiden ersten Höfe waren der Spitalhof (Anwesen Hofmann) und der Angerhof (Anwesen Schmidt).
Im Jahr 1945 oder 1946 wurde Fortschau mit Kuchenreuth in die Stadt Kemnath eingegliedert.

## Geografie
Kuchenreuth befindet sich an der Grenze zwischen der sogenannten Bruchschollenzone und dem Grundgebirge (Naturparke Fichtelgebirge und Steinwald). Erloschene Vulkanschlote wie der Armesberg oder der Rauhe Kulm prägen die Landschaft. Kuchenreuth ist von Feldern und Wiesen umgeben, die eigene Flurnamen tragen. Im Süden befinden sich der Schrollenbühl, das Pfaffental und die Rusel, im Norden die Große Leite, im Westen die Birkwiese und die Hallawa. Kuchenreuth befindet sich im Süden Kemnaths.

## Holzbackofen
Im Jahr 2010 errichtete die Dorfgemeinschaft Kuchenreuth einen Holzbackofen inmitten des Dorfzentrums. Seitdem wird er immer wieder gerne genutzt, auch bei Festivitäten oder nach Ausflügen diverser Vereine und Organisationen wie des Kindergartens.

## Fatimakapelle
Die  Fatimakapelle wurde in den Jahren 1947 bis 1949 auf Anregung des Geistlichen Rates Georg Pilz von den Dorfbewohnern erbaut und bildet seitdem den Mittelpunkt der Ortschaft. An gleicher Stelle befand sich eine um die Jahrhundertwende von Johann Weigl gebaute Steingrotte.
1948 spendete Johann Sertl eine Glocke für die Kapelle. Der Preis betrug damals 480 DM.
Trotz aller Schwierigkeiten, bedingt durch die Nachkriegszeit und die Währungsreform 1948, wurde der Kapellenbau unter der Leitung von Baumeister Josef Steiner, Ziegelhütte, rechtzeitig zur Einweihung im Juli 1949 fertiggestellt.
In den vergangenen vier Jahrzehnten hatten sich Schäden und Undichtheiten an der Kapelle eingestellt, so dass eine Renovierung notwendig war. Die Freiwillige Feuerwehr Fortschau-Kuchenreuth feiert jährlich bei der Fatimakapelle auf dem Dorfplatz das Kapellenfest.

## Vereine
- Freiwillige Feuerwehr

Neben dem Brandschutz trägt die Freiwillige Feuerwehr Fortschau-Kuchenreuth als einziger Verein im Dorf viel zum gesellschaftlichen Leben bei. Neben dem alljährlichen Christbaumeinsammeln im Auftrag der Stadt Kemnath, der Christbaumversteigerung, dem Maibaumaufstellen und dem Kapellenfest trägt auch das sogenannte Kuchenreuther Häusl zur Kameradschaft und Geselligkeit bei.

## Sonstiges
Vom Ort Kuchenreuth leitet sich der Name der berühmten Regensburger Büchsenmacherdynastie der Kuchenreuter ab.